# 노바 (운영 체제)
노바(Nova)는 쿠바의 후원을 받는 리눅스 배포판으로, 2009년 2월 런칭했다. 정보과학대학교(UCI)의 아바나에서 미숙련 사용자들과 쿠바 기관들에게 자유-오픈 소스 소프트웨어(FOSS)를 제공하기 위해 학생들과 교수들에 의해 개발되었다. 최초 버전은 젠투 기반이었지만 개발자들은 버전 2.1을 기점으로 우분투로 전환했다.

## 버전
| 버전                          | 코드명 | 날짜            |
| ----------------------------- | ------ | --------------- |
| 1.1.2                         | Baire  | 2009년 2월 20일 |
| 2.0                           |        | 2009년 12월 2일 |
| 2.1                           |        | 2010년 6월 4일  |
| 2011-beta3                    |        | 2011년 2월 12일 |
| 3.0 (2011)                    |        | 2011년          |
| 4.0 (2013, long term support) |        | 2014년 5월 7일  |
| 5.0 (2015)                    |        | 2015년 3월 22일 |
| 5.1 (2017)                    |        | 2017년 9월 21일 |
| 6.0 (2018)                    |        | 2018년 3월 13일 |
| 7.0 (2020)                    |        | 2020년 6월 20일 |
| 8.0 (2021)                    |        | 2022년 1월      |

## 같이 보기
- 리눅스 채택
- 훙치 리눅스
- 붉은별 (운영 체제)